# Radek Beran
Radek Beran (* 2. června 1968 Písek) je český režisér a scenárista animovaných a loutkových filmů, loutkoherec a člen souboru Buchty a loutky. 

## Životopis
Narodil se v Písku a už od dětství ho fascinovaly loutky a kreslené postavičky ve filmech či Večerníčcích. Začal tak navštěvovat dramatický kroužek a následně se stal i členem amatérského loutkářského souboru Nitka Písek, kde hráli iluzivní divadlo s marionetami. Po vystudování místního gymnázia se hlásil na loutkářskou katedru DAMU na obor režie. Nebyl však přijat, a tak zůstal v Praze a hrál v loutkovém divadle Říše loutek. Následující rok byl přijat na DAMU na loutkoherectví.
Po absolutoriu v roce 1991 nastoupil do nově vznikajícího souboru Buchty a loutky při Západočeském divadle v Chebu, když obdržel nabídku od Marka Bečky a stal se tak jejím zakládajícím členem. Jejich první inscenací v Chebu byly Císařovy nové šaty, po nichž následovaly další čtyři inscenace především pro děti. Výrazným počinem pro ně bylo, když v roce 1992 uspěli na festivalu Skupova Plzeň s inscenací pro mládež a dospělé Tajemný cizinec. Po dvou a půl letech se přestěhovali do Kulturního domu Mlejn v Praze, odkud se v roce 2002 usadili do prostoru Švandova divadla na Smíchově.
Kromě hraní se v souboru uplatnil i jako režisér, když například zrežíroval inscenace Urbild remix, Rocky IX, Baryk – Dog on the Road, Lynch, Tibet – Tajemství červené krabičky, Moucha Reloaded, Čelisti Reloaded, Barbarella Reloaded nebo Psycho Reloaded. Zrežíroval především tituly vztahující se k filmovému průmyslu, a to zejména k béčkovým filmům. Jako hostující režisér zrežíroval inscenace i pro další divadla.
Mimo jiné se jako loutkoherec uplatnil i ve filmech a seriálech. Jeho první spolupráce byla na satirickém seriálu Gumáci, po němž následovaly další, třeba Kuky se vrací. Pracoval i pro zahraniční filmy, jako byla Pinocchiova dobrodružství a Strings. V roce 2006 okusil režírování filmu Chcípáci s kolegy z Buchet a loutek, po kterém následoval film Normalizační loutka ve spolupráci se společnosti Člověk v tísni. V roce 2015 zrealizoval svou první nejvýraznější loutkovou pohádkovou road movie Malý pán, po němž následovalo pokračování Velký pán nebo animované zpracování pohádky Pyšná princezna.
Jeho manželkou byla herečka Kristina Beranová, která v roce 2016 zemřela po těžké nemoci. V roce 2015 společně založili Divadlo b, kde se první premiérou stala divadelní verze Malého pána. Účinkuje jak v Divadle B, tak i v souboru Buchty a loutky.
Kromě ocenění na festivalech získaných se souborem Buchty a loutky obdržel i řadu dalších cen a nominací. V roce 2016 získal cenu TRILOBIT BEROUN 2016 za film Malý pán, za který byl nominován i na Cenu české filmové kritiky za rok 2015 za audiovizuální počin. Za film Velký pán byl v užší nominaci na cenu Český lev za nejlepší animovaný film za rok 2024. V roce 2024 obdržel společně s Vítem Bruknerem a Markem Bečkou cenu Thálie v oboru loutkové divadlo za kolektivní herecký výkon v inscenaci Postradatelní v souboru Buchty a loutky.

## Filmová režie, výběr
- Chcípáci  - Loutkový film
- Normalizační loutka - Loutkový / Animovaný film
- Malý pán - Loutkový film
- Velký pán - Loutkový film
- Pyšná princezna - Animovaná film